# Leland Orser

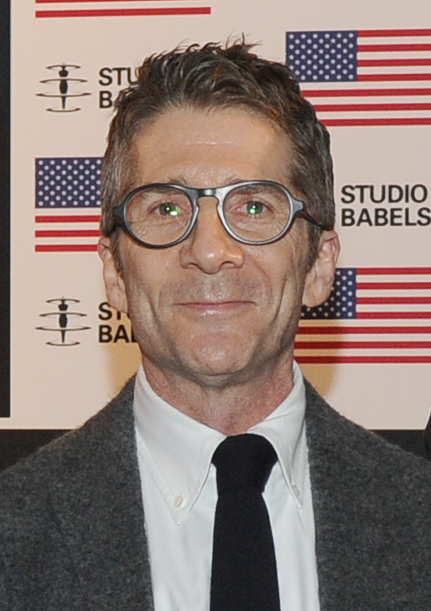
Leland Orser

Leland Jones Orser (* 6. August 1960 in San Francisco, Kalifornien) ist ein US-amerikanischer Schauspieler.

## Leben und Karriere
Orser gab 1990 sein Debüt in der Fernsehserie Chicago Soul. Danach folgten weitere Gastauftritte in Serien wie The Golden Girls und Cheers. Ferner war er mehrmals in Eine schrecklich nette Familie zu sehen. Seinen ersten Auftritt in einem Kinofilm hatte Orser 1995 in einer kleinen Nebenrolle in dem Thriller Sieben mit Brad Pitt und Morgan Freeman. Nach weiteren Rollen in Independence Day und Flucht aus L.A. spielte 1997 Orser in Alien – Die Wiedergeburt an der Seite von Sigourney Weaver einen von Weltraumpiraten entführten Kolonisten, dem zu Zuchtzwecken ein Alien eingesetzt wurde. Weitere Rollen verkörperte Orser auch in Der Knochenjäger mit Denzel Washington und Angelina Jolie sowie in Resurrection – Die Auferstehung an der Seite von Christopher Lambert.
Als Fernsehschauspieler trat Orser in Serien auf. In der Krankenhausserie Emergency Room – Die Notaufnahme spielte er ab der 11. Staffel die Nebenrolle des Chirurgen Dr. Lucien Dubenko, und vier Rollen in den verschiedenen Star-Trek-Serien.
Sein Freund, der Regisseur David Cronenberg, benannte als Zeichen seiner Wertschätzung in seinem Film A History of Violence die beiden Killer Leland Jones und William Orser.
Leland Orser ist wahrscheinlich der einzige Schauspieler, der in Serienkiller-Filmen alle Rollen hinter sich gebracht hat. Nachdem er in Sieben ein Opfer spielte, schlüpfte er 1999 in Resurrection in die Rolle eines Officers auf der Suche nach Serienkiller Robert Joy, um im selben Jahr dann in Der Knochenjäger selbst in die Rolle des Täters zu schlüpfen.
Seit 2000 ist er mit der Schauspielerin Jeanne Tripplehorn verheiratet, mit der er einen gemeinsamen Sohn (* 2002) hat. Eine erste Ehe führte er von 1986 bis 1989 mit der Schauspielerin Roma Downey.

## Filmografie (Auswahl)
- 1991: Chicago Soul (Gabriel’s Fire, Fernsehserie, Folge 1x22 Der unheimliche Professor)
- 1993, 1995: Star Trek: Deep Space Nine (Fernsehserie, 2 Folgen, verschiedene Rollen)
- 1994: Akte X – Die unheimlichen Fälle des FBI  (The X-Files, Fernsehserie, Folge 2x09 Der Vulkan)
- 1995: Sieben (Se7en)
- 1996: Independence Day
- 1996: Flucht aus L.A. (John Carpenter’s Escape from L.A.)
- 1996: Invader – Besuch aus dem All (Invader, Lifeform)
- 1996: New York Cops – NYPD Blue (Fernsehserie, Folge 3x22)
- 1997: Alien – Die Wiedergeburt (Alien: Resurrection)
- 1998: Der Soldat James Ryan (Saving Private Ryan)
- 1998: Very Bad Things
- 1998: Outer Limits – Die unbekannte Dimension (The Outer Limits, Fernsehserie, Folge 5x14 Das Tier in uns)
- 1998: Star Trek: Raumschiff Voyager (Star Trek: Voyager, Fernsehserie, Folge 4x05 Der Isomorph)
- 1998–2000: Pretender (The Pretender, Fernsehserie, 3 Folgen)
- 1999: Resurrection – Die Auferstehung (Resurrection)
- 1999: Der Knochenjäger (The Bone Collector)
- 2001: Pearl Harbor
- 2002: Spuren in den Tod (My Brother’s Keeper)
- 2002: CSI: Den Tätern auf der Spur (CSI: Crime Scene Investigation, Fernsehserie, Folge 2x19 Der Psychopath)
- 2003: Law & Order: Special Victims Unit (Fernsehserie, Folge 5x06 Schizophren)
- 2003: Confidence
- 2003: Daredevil
- 2003: Das Urteil – Jeder ist käuflich (Runaway Jury)
- 2003: Star Trek: Enterprise (Fernsehserie, Folge 3x11 Carpenter Street)
- 2004: Twisted – Der erste Verdacht (Twisted)
- 2004–2009: Emergency Room – Die Notaufnahme (ER, Fernsehserie, 61 Folgen)
- 2006: The Good German – In den Ruinen von Berlin (The Good German)
- 2006: Shark (Fernsehserie, Folge 1x19 Der Pornokönig)
- 2008: 96 Hours (Taken)
- 2009: Criminal Intent – Verbrechen im Visier (Law & Order: Criminal Intent, Fernsehserie, Folge 8x05 Faithfully)
- 2012: 96 Hours – Taken 2 (Taken 2)
- 2013: Revolution (Fernsehserie, 3 Folgen)
- 2014: 96 Hours – Taken 3 (Taken 3)
- 2014: The Gambler
- 2014: The Guest
- 2015: Devil’s Candy
- 2015–2016: Ray Donovan (Fernsehserie, 10 Folgen)
- 2016–2019: Berlin Station (Fernsehserie)
- 2019: I Am the Night (Miniserie, 4 Folgen)
- 2022: Amsterdam